# 좌가려
좌가려(左可慮, ?~?)는 고구려의 관료이다.

## 생애
평자(評者)를 지낸 그는 왕비 우씨(于氏)의 친척인 어비류(於卑留)와 함께 관력 왕비의 세력을 믿고서 권력을 휘둘러 민가에 많은 피해를 입혔다.
고국천왕이 이를 알고 그를 죽이려고 하자 190년에 일부 연나부(椽那部) 세력들과 함께 반란을 일으켰으며, 이후 반란은 진압되었다.